# Sollevamento pesi ai Giochi della XXIX Olimpiade - 69 kg femminile

## Risultati
| Pos. | Paese          | Atleta            | Strappo | Strappo | Strappo | Strappo   | Slancio | Slancio | Slancio | Slancio   | Totale |
| Pos. | Paese          | Atleta            | 1       | 2       | 3       | Risultati | 4       | 5       | 6       | Risultati | Totale |
| ---- | -------------- | ----------------- | ------- | ------- | ------- | --------- | ------- | ------- | ------- | --------- | ------ |
|      | Russia         | Oksana Slivenko   | 110     | 115     | 115     | 115       | 136     | 140     | -       | 140       | 255    |
|      | Colombia       | Leidy Solís       | 99      | 103     | 105     | 105       | 125     | 132     | 135     | 135       | 240    |
|      | Egitto         | Abeer Abdelrahman | 100     | 105     | 105     | 105       | 133     | 133     | 136     | 133       | 238    |
| 4    | Colombia       | Tulia Medina      | 100     | 104     | 106     | 106       | 120     | 124     | 124     | 124       | 230    |
| 5    | Bielorussia    | Hanna Bacjuška    | 105     | 110     | 110     | 105       | 120     | 126     | 126     | 120       | 225    |
| 6    | Giappone       | Saito Rika        | 87      | 87      | 90      | 87        | 115     | 120     | 122     | 122       | 209    |
| -    | Venezuela      | Iriner Jiménez    | 87      | 90      | 93      | 90        | 120     | 120     | 120     | -         | NF     |
| -    | Corea del Nord | Hong Yong Ok      | 103     | 103     | 103     | -         | -       | -       | -       | -         | NF     |
| DQ   | Cina           | Liu Chunhong      | 120     | 125     | 128     | 128       | 145     | 149     | 158     | 158       | 286    |
| DQ   | Ucraina        | Natalya Davydova  | 110     | 113     | 115     | 115       | 130     | 133     | 135     | 135       | 250    |

Nota1: l'ucraina Nataliya Davydova, che aveva vinto originariamente la medaglia di bronzo, è stata squalificata nel novembre 2016 per positività al deidroclormetiltestosterone.
Nota2: la cinese Liu Chunhong, che aveva vinto originariamente la medaglia d'oro, è stata squalificata nel gennaio 2017 per positività al test antidoping.